# Hancheng

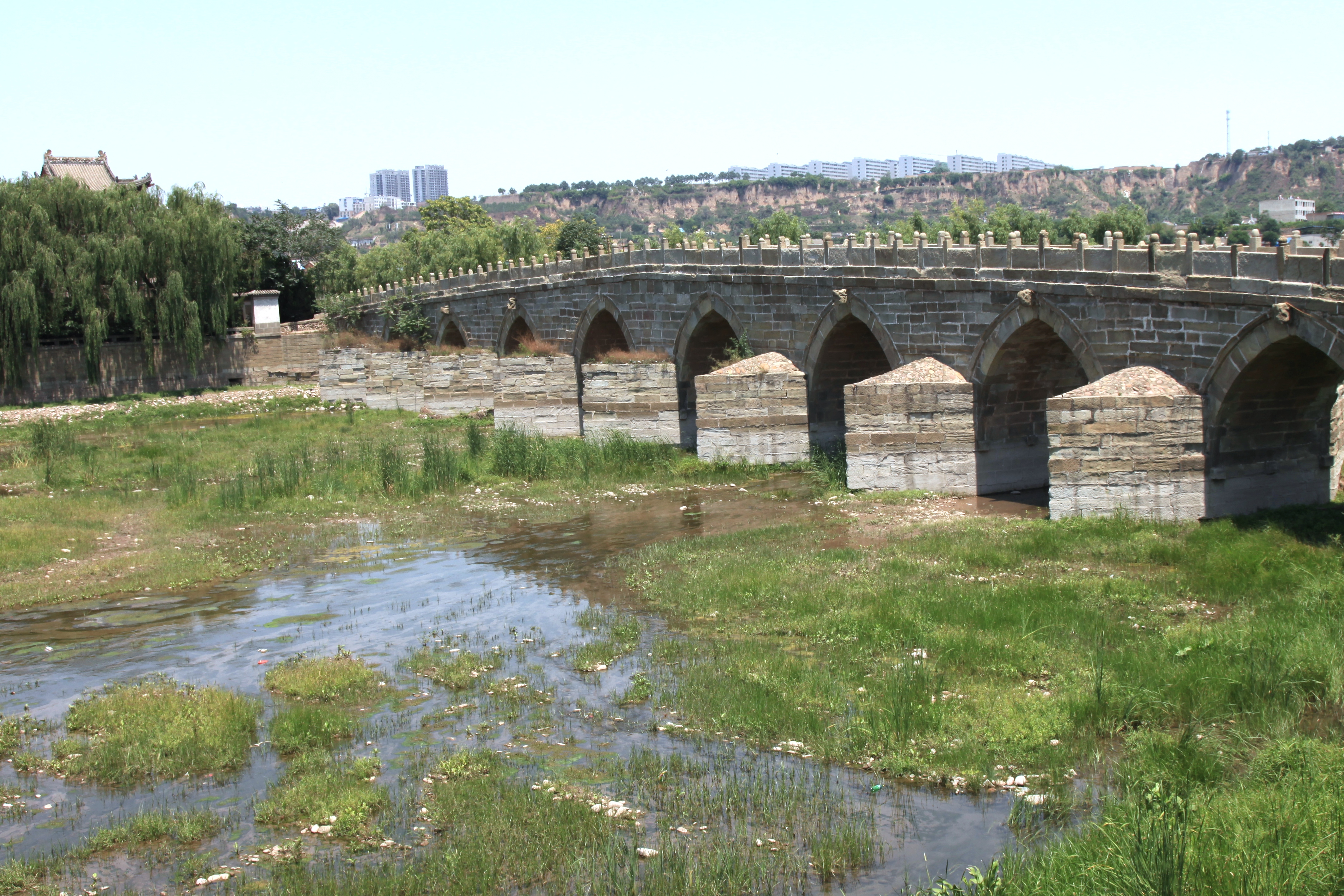
Brücke in Hangcheng, im Hintergrund die Neustadt

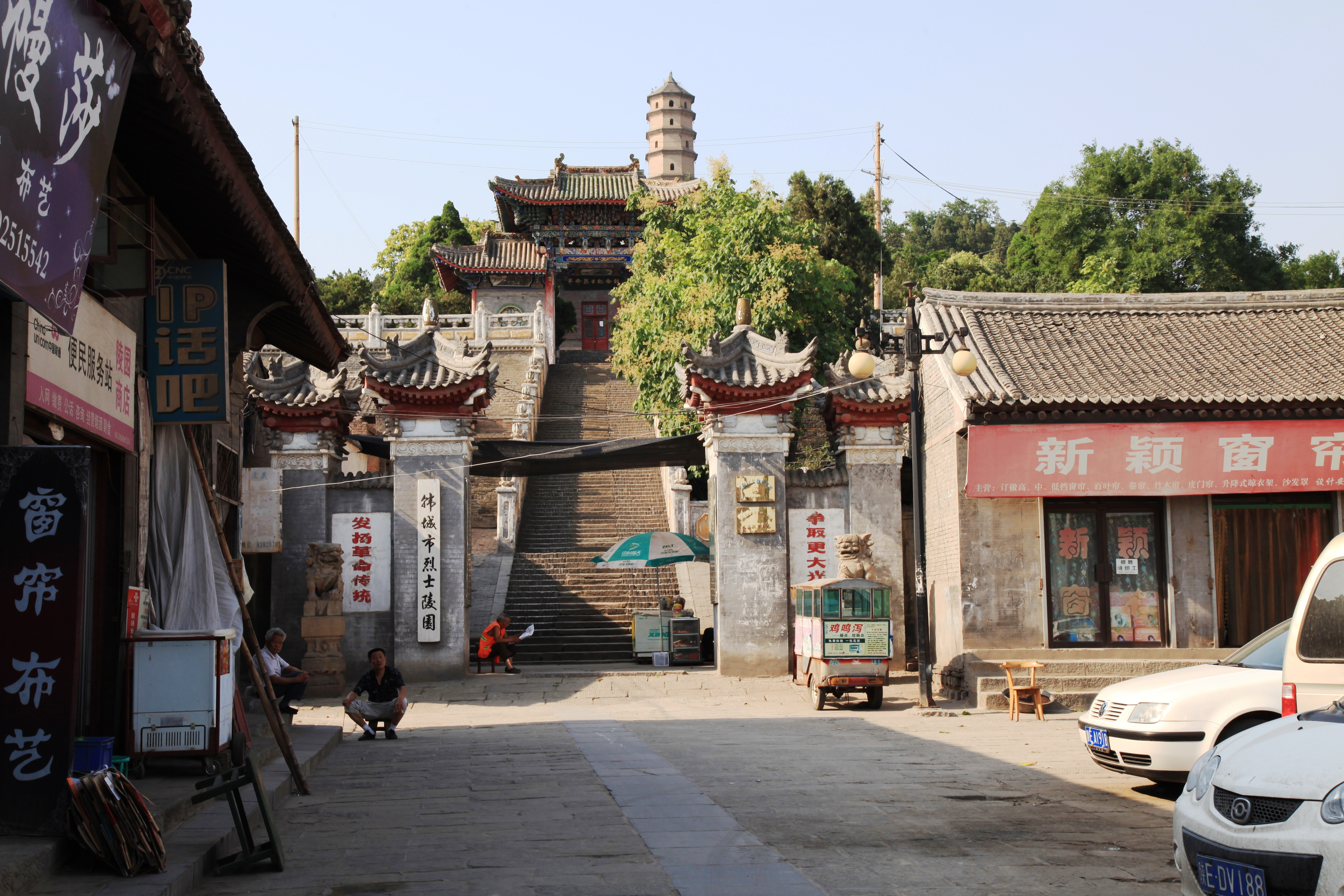
Altstadt mit Pagode

Hancheng (韩城市,  Hánchéng Shì) ist eine kreisfreie Stadt der bezirksfreien Stadt Weinan in der chinesischen Provinz Shaanxi. Die Fläche beträgt 1.586 Quadratkilometer und die Einwohnerzahl 383.097 (Stand: Zensus 2020). 2004 zählte Hancheng 390.000 Einwohner.
In Hancheng befinden sich die Zhou-zeitliche Liangdaicun-Stätte, das Grab und der Ahnentempel des Sima Qian aus der Zeit der Westlichen Han-Dynastie, der Song-zeitliche Fawang-Tempel, Yuan-zeitliche Tempelanlagen wie der Dayu-Tempel, der Puzhao-Tempel, der Beiying-Tempel, der Jiulang-Tempel, der Qingshan-Tempel mit seinem Großen Buddha und die Sanqing-Halle zur Betrachtung der violetten Wolken, Ming-zeitliche Tempelanlagen wie der Konfuzianische Tempel von Hancheng, der Stadtgott-Tempel von Hancheng und der Jadekaiser-Erdgott-Tempel, und die Qing-zeitliche Yuxiu-Brücke, die alle zusammen mit der Ming- und Qing-zeitlichen Architektur von Dangjiacun auf der Liste der Denkmäler der Volksrepublik China stehen.